# THE VERY BEST of 安全地帯
『THE VERY BEST of 安全地帯』（ザ・ヴェリー・ベスト・オブ・あんぜんちたい）は、日本のロックバンドである安全地帯の4作目のベスト・アルバム。
2001年6月21日にキティMMEからリリースされた。ベスト・アルバム『TREASURE COLLECTION』以来およそ2年振りにリリースされた作品である。
安全地帯の活動休止後にリリースされた作品であり、過去にリリースされたシングルの中から15曲が選曲され、オリジナル・アルバム『安全地帯II』（1984年）から「あなたに」、未発表曲として「抱きしめても」と「つぶやき」の2曲が収録された。2012年11月7日に期間限定生産として、SHM-CDにてユニバーサルミュージックから再リリースされた。

## 収録曲
| #         | タイトル                     | 作詞               | 作曲      | 編曲                     | 時間  |
| --------- | ---------------------------- | ------------------ | --------- | ------------------------ | ----- |
| 1.        | 「萠黄色のスナップ」         | 安全地帯、崎南海子 | 玉置浩二  | 安全地帯                 | 5:20  |
| 2.        | 「ワインレッドの心」         | 井上陽水           | 玉置浩二  | 安全地帯、星勝           | 4:11  |
| 3.        | 「真夜中すぎの恋」           | 井上陽水           | 玉置浩二  | 安全地帯、星勝           | 3:56  |
| 4.        | 「恋の予感」                 | 井上陽水           | 玉置浩二  | 安全地帯、星勝           | 4:36  |
| 5.        | 「熱視線」                   | 松井五郎           | 玉置浩二  | 安全地帯、星勝           | 4:11  |
| 6.        | 「悲しみにさよなら」         | 松井五郎           | 玉置浩二  | 安全地帯                 | 4:31  |
| 7.        | 「碧い瞳のエリス」           | 松井五郎           | 玉置浩二  | 安全地帯、星勝           | 4:07  |
| 8.        | 「プルシアンブルーの肖像」   | 松井五郎           | 玉置浩二  | 安全地帯、星勝           | 4:17  |
| 9.        | 「夏の終りのハーモニー」     | 井上陽水           | 玉置浩二  | 星勝、安全地帯、中西康晴 | 4:23  |
| 10.       | 「Friend」                   | 松井五郎           | 玉置浩二  | 安全地帯、星勝           | 3:53  |
| 11.       | 「好きさ」                   | 松井五郎           | 玉置浩二  | 安全地帯、星勝           | 2:35  |
| 12.       | 「じれったい」               | 松井五郎           | 玉置浩二  | 安全地帯、星勝           | 3:40  |
| 13.       | 「月に濡れたふたり」         | 松井五郎           | 玉置浩二  | 安全地帯、星勝、BAnaNA   | 4:43  |
| 14.       | 「I Love Youからはじめよう」 | 松井五郎           | 玉置浩二  | 安全地帯、星勝、BAnaNA   | 4:30  |
| 15.       | 「微笑みに乾杯」             | 松井五郎           | 玉置浩二  | 安全地帯、星勝           | 4:37  |
| 16.       | 「あなたに」                 | 松井五郎           | 玉置浩二  | 安全地帯、星勝           | 3:53  |
| 17.       | 「抱きしめても」             | 武沢俊也、崎南海子 | 玉置浩二  | 安全地帯、星勝           | 3:48  |
| 18.       | 「つぶやき」                 | 武沢俊也、崎南海子 | 玉置浩二  | 安全地帯、星勝           | 2:50  |
| 合計時間: | 合計時間:                    | 合計時間:          | 合計時間: | 合計時間:                | 74:01 |

## リリース日一覧
| No. | リリース日    | レーベル                 | 規格   | カタログ番号 | 備考         | 出典        |
| --- | ------------- | ------------------------ | ------ | ------------ | ------------ | ----------- |
| 1   | 2001年6月21日 | キティMME                | CD     | UMCK-1045    |              | [ 2 ] [ 1 ] |
| 2   | 2012年11月7日 | ユニバーサルミュージック | SHM-CD | UPCY-9243    | 期間限定生産 | [ 3 ] [ 4 ] |